# Ensinamentos místicos
Bahá'u'lláh, o Profeta-fundador da Fé Bahá'í, alude extensivamente sobre ensinamentos espirituais, e também explicações sobre os simbolismos nas religiões anteriores, como o Islamismo e o Cristianismo. A maior parte foi escrito no Kitáb-i-Íqán(Livro da Certeza), e mais detalhadamente explicado por Seu filho Abdu'l-Bahá.

## Propósito da vida
De acordo com os ensinamentos bahá'ís o propósito da existência física é o do desenvolvimento de virtudes ou qualidades espirituais, tais como a bondade, justiça, honestidade, veracidade, compaixão, cortesia, entre outros. Essas perfeições simbolizam o verdadeiro dom da natureza humana, assim como a natureza de uma planta é crescer, buscar o sol, a natureza humana é amar, buscar a Deus.
Abdu'l-Bahá explica que assim como um embrião no ventre materno, desenvolve seus membros e sentidos para preparar-se para este mundo material, mesmo que não compreenda qual o motivo desse desenvolvimento. Da mesma maneira, neste mundo contingente podemos não compreender exatamente a importância do desenvolvimento espiritual.
O desenvolvimento dessas qualidades espirituais podem ser adquiridos seguindo os Ensinamentos e Leis dos Manifestantes de Deus. Os bahá'ís acreditam que todos devem se voltar a Bahá'u'lláh nesta época.
| “ | Dou testemunho, ó meu Deus, de que Tu me criaste para Te conhecer e adorar. Confesso, neste momento, minha incapacidade e Teu poder, minha pobreza e Tua riqueza. Não há outro Deus além de ti, o Amparo no Perigo, O que subsiste por Si próprio. | ” |

| “ | Viemos da terra; por que fomos transferidos do reino mineral para o vegetal, da planta para o reino animal? A fim de alcançarmos a perfeição em cada um desses reinos, possuirmos as melhores qualidades do mineral, adquirirmos o poder de crescer, como na planta, podermos ser dotados dos instintos do animal, das faculdades da vista, da audição, do olfato, do tato e do paladar, até subirmos do reino animal para o mundo da humanidade e sermos presenteados com a razão, o poder da criatividade e as forças do espírito. | ” |

## Oração
Para os bahá'ís, a oração é um meio da qual o ser humano pode comungar com Deus, como também um momento de reflexão e meditação, usam-na para expressar sua gratidão ou súplica. Na Fé Bahá'í não há orações congregacionais, com exceção de alguma ocasiões, nem qualquer tipo de ritual ou dogma relacionado à oração; cada indivíduo pode recitar em silêncio sua oração ou ler em voz alta, enquanto outros indivíduos a escutam como se eles próprios estivessem lendo.
´Abdu'l-Bahá enfatiza a oração como uma necessidade natural:
| “ | Se uma pessoa amiga sentir amor por outra, terá vontade de lhe dizer. Embora saiba que esta não ignora o seu sentimento, contudo terá vontade de lhe dizer... Deus conhece os desejos de todos os corações, mas a prece é um impulso natural, provinda do amor do homem a Deus. | ” |

A moderação, de acordo com O Báb, deve ser observada também na oração:
| “ | A oração mais aceitável é aquela oferecida com a máxima espiritualidade e ardor; prolongá-la não tem sido, nem é estimado por Deus. | ” |

´Abdu'l-Bahá também ressalta que a oração é distinguida pela condição de cada criatura como necessidade - mesmo que potencial - de evoluir, melhorar ou se aprimorar, abaixo procura ele deixar claro que todas as orações são respondidas:
| “ | O espírito tem influência; a oração tem efeito espiritual. Portanto, oramos "Ó Deus! Cura este doente!" Porventura, Deus responderá. Importa quem ora? Deus respondera à òração de todo servo se aquela oração for urgente. A Sua misericórdia é vasta, ilimitada. Ele responde às orações de todos os Seus servos. Ele responde à oração desta planta. A planta ora potencialmente, "Ó Deus. Envia-me chuva!" Deus responde à oração, e a planta cresce. Deus responderá a qualquer um. | ” |

Não obstante, grande parte dos escritos bahá'ís, usar o termo atitude como verdadeira oração. Bahá'u'lláh ensina que todo ato de serviço com amor é adoração, este padrão é conhecido pelos bahá'ís como "viver em estado de oração".

## Vida e morte
Segundo a Fé Bahá´í a alma como sendo imortal, após sua separação com o corpo, continuará a desenvolver-se eternamente através dos mundos espirituais de Deus até que atinja Sua presença. O estado da alma após a morte dependerá das realizações feitas por ela durante este mundo material.
Os escritos bahá'ís explicam que céu e inferno é uma alusão simbólica ao estado da alma, não devendo ser levada literalmente, pois tal simbolismo foi necessário para a compreensão do povo da época. Para os bahá´ís, paraíso significa proximidade de Deus e inferno, distância de Deus. ´Abdu'l-Bahá explica que o mal existe apenas comparativamente, não existindo na realidade; por exemplo, ao definir o veneno de escorpião como um mal, é verdadeiro, mas é um mal relativo, já que para o escorpião seu veneno tem grande utilidade para sua proteção, sendo justamente o oposto: o bem. Assim no universo, de acordo com esses ensinamentos, tudo o que existe é bem, sendo mal a inexistência.
A outra ideia, da qual se apoia os ensinamentos místicos bahá'ís, é que um reino é incapaz de compreender outro superior, ou seja, somos incapazes de compreender a realidade espiritual, do mesmo modo que um animal não pode compreender o ser humano, e a planta compreender o animal. Sendo dotados essencialmente de uma alma ou espírito racional, o ser humano é capaz de abranger todos os reinos abaixo, possuindo poder de desvendar as realidades físicas como na ciência, em compreensão abrangendo parte do mundo material - seu poder de desvendar também as realidades espirituais é oriunda ou exclusivamente devido ao desenvolvimento espiritual (através das virtudes), desse modo, seu não-desenvolvimento implica uma compreensão inferior do mundo espiritual mesmo neste mundo, como também após a morte; remete sempre a ideia de que todas as coisas evoluem eternamente.
| “ | Sabe tu, em verdade - a alma depois da sua separação do corpo, continuará a progredir até que atinja a Presença de Deus, num estado e condição que nem a revolução dos tempos e séculos mudará, nem os acasos, e as vicissitudes deste mundo poderão alterar. | ” |

Bahá´u´lláh em Seus escritos esclarece que o verdadeiro bahá'í faz o que é certo, servindo a humanidade da melhor maneira que puder, sem a esperança de um paraíso ou medo do inferno.